# Sunrise Adams
Sunrise Adams, znana też jako Sunrise czy Sunrise Thomas (ur. 14 września 1982 w St. Louis) – amerykańska aktorka pornograficzna.

## Życiorys
Urodziła się w St. Louis w stanie Missouri, a dorastała we Wschodnim Teksasie. W wieku 18 lat zatrudniła się w Sonic Drive-In. Namówiona przez ciotkę, Sunset Thomas, rozpoczęła karierę w przemyśle pornograficznym. Opuściła więc Teksas i przybyła do Las Vegas. 
W wieku 19 lat, dokładnie 8 stycznia 2001 roku pojawiła się w More Dirty Debutantes 186 z Edem Powersem. Później Adams opisywała ten film jako ten, który nie chciałaby pamiętać.
W sierpniu 2002 roku podpisała kontrakt z Vivid Video, w której zobowiązała się do występu w 8 filmach rocznie. Wystąpiła w filmie Obóz nimfomanek (Debbie Does Dallas: The Revenge, 2002). Miał to być pierwszy z serii obrazów, w których miała występować. Znana zwłaszcza ze scen seksu oralnego i lesbijskiego. W 2003 została nominowana do prestiżowej nagrody AVN w kategorii najlepsza aktorka. W następnym roku zdobyła tę nagrodę w kategorii najlepsza scena seksu oralnego.
17 września 2002 roku przeszła operację powiększenia piersi. Po rozwiązaniu kontraktu z Vivid wycofała się z przemysłu pornograficznego.

## Wybrana filmografia
| Rok  | Tytuł                               | Rola                | Reżyser                     |
| ---- | ----------------------------------- | ------------------- | --------------------------- |
| 2003 | Grind                               | w roli samej siebie | Casey La Scala              |
| 2003 | Howard Stern (serial TV)            | w roli samej siebie | Howard Stern                |
| 2004 | Porno Valley (serial dokumentalny)  | w roli samej siebie | Q. Allan Brocka, Dave Hills |
| 2004 | Thinking XXX (film dokumentalny TV) | w roli samej siebie | Timothy Greenfield-Sanders  |

## Nagrody
| Rok  | Nagroda     | Kategoria                             | Film                     | Inni wykonawcy |
| ---- | ----------- | ------------------------------------- | ------------------------ | -------------- |
| 2001 | CAVR Awards | Najgorętsza nowa dziewczyna           | -                        | -              |
| 2003 | Venus Award | Najlepsza gwiazdka (USA)              | -                        | -              |
| 2004 | AVN Award   | Najlepsza scena seksu oralnego - film | Heart of Darkness (2003) | Randy Spears   |

## Publikacje
- Sunrise Adams: The Lust Ranch: A Vivid Girls Book. Running Press, 2005. ISBN 978-1-56025-783-7.